# 人民力量 (秘魯)
人民力量（西班牙語：Fuerza Popular，縮寫為FP），2012年以前称为力量2011（Fuerza 2011），是秘鲁的一個保守主义政黨，成立於2010年。該黨由秘魯前總統阿尔韦托·藤森的女兒藤森惠子領導。
人民力量於2016年秘魯大選的國會選舉獲得36.34%的得票率，取得秘魯國會130個議席中的71席，該黨的總統參選人藤森惠子則在總統選舉次輪投票以輕微差距落敗。